# تشفير الذاكرة في الحصين واسترجاعها
يشارك الحصين في تشفير الذكريات ودمجها واسترجاعها. يقع الحصين في الفص الصدغي الإنسي (تحت القشرة المخية)، ويمكن اعتباره طية من القشرة الصدغية الإنسية. يلعب الحصين دورًا هامًا في نقل المعلومات من الذاكرة قصيرة الأمد إلى الذاكرة طويلة الأمد خلال مرحلتي التشفير والاسترجاع. من غير الضروري حدوث هاتين المرحلتين على التوالي، لكن تشير الدراسات إلى حدوثهما على هذا النحو على أي حال، ومن الملاحظ أيضًا انقسام المرحلتين بشكل واسع فيما يتعلق بالآليات العصبونية اللازمة لكل منهما بالإضافة إلى مناطق الحصين التي تنشط في كل منهما. وفقًا لغازانيغا، «التشفير هو معالجة المعلومات الواردة التي تخلق آثار الذاكرة المهيأة للتخزين». يمكن تصنيف عملية التشفير في خطوتين اثنتين: «الاكتساب» و«الدمج». تؤثر المنبهات على الذاكرة قصيرة الأمد خلال عملية الاكتساب. تحدث بعد ذلك عملية الدمج إذ يعمل الحصين وغيره من البنى القشرية على تحقيق استقرار البيانات المكتسبة داخل الذاكرة طويلة الأمد، لتخضع بعد ذلك إلى عمليات التقوية مع مرور الوقت، وقد شهدت عملية الدمج نظريات عديدة متعلقة بتفسير الآليات الكامنة وراءها. بعد التشفير، يمتلك الحصين القدرة على إجراء عملية الاسترجاع. تتألف عملية الاسترجاع من القدرة على الوصول إلى المعلومات المخزنة؛ يسمح هذا للسلوكيات المتعلمة باختبار التصور الواعي والتنفيذ الواعي. تتأثر عمليتا التشفير والاسترجاع باضطرابات التحلل العصبي واضطرابات القلق بالإضافة إلى الصرع.

## اضطرابات الحصين المؤثرة على التشفير والاسترجاع

### الاضطرابات النفسية
غالبًا ما يظهر الأفراد المصابون بآفات في الحصين مستوى متدن في قياسات الذاكرة التصريحية اللفظية. توضح الاختبارات القائمة على تذكر فقرات أو سلاسل الكلمات، التي استشهد بها بريمنر وزملاؤه، درجة من الخلل الوظيفي بين الأفراد المصابين بآفات الحصين إذ تناسبت درجة الخلل مع النسبة المئوية لحجم الحصين وكمية الخلايا المفقودة. 
كسلف للدراسات التي من شأنها عرض تأثير اضطراب الكرب التالي للصدمة النفسية (بّي تي إس دي) على الحصين البشري، أظهرت الدراسات على الحيوان على نطاق واسع حساسية الحصين وتأثره بالضغوط لدى الثدييات. على وجه التحديد، تطور الحيوانات المتعرضة للضغوط حالات عجز وظيفي في الذاكرة، وتغيرات في شكل الحصين وضعف التخلق العصبي، أو القدرة على إنتاج العصبونات الجديدة. طبق برينمر وزملاؤه تقنيات التصوير العصبي «إم آر آي» و«بّي إي تي» بهدف قياس البنية والوظيفة على الترتيب وأظهروا وجود انخفاض في متوسط حجم الحصين ونشاطه بين النساء اللاتي يعانين من اضطراب الكرب التالي للصدمة النفسية. شمل الأفراد المشاركون في الدراسة مجموعة من النساء اللاتي تعرضن أو لم يتعرضن للاعتداء الجنسي في مرحلة الطفولة، إذ مثلت واحدة من المجموعات الفرعية المحددة التي طور أفرادها اضطراب الكرب التالي للصدمة النفسية. أشارت تحاليل «إم آر آي» و«بّي إي تي» إلى وجود انخفاض بنسبة 16% في متوسط حجم الحصين بين النساء المتعرضات للاعتداء اللاتي طورن اضطراب الكرب التالي للصدمة النفسية، وانخفاض إضافيًا بنسبة 19% في متوسط حجم الحصين مقارنة بجميع المجموعات الأخرى في التجربة.

### الصرع
يمكن تصنيف تأثير النوبات على الذاكرة في فئات بالاعتماد على شدتها والمناطق القشرية المتأثرة. غالبًا ما يختبر مرضى الصرع، على وجه الخصوص أولئك الذي يعانون من صرع الفص الصدغي، عجزًا في تشفير الذاكرة واسترجاعها، ما ينتهي بتطويرهم حالة من فقد الذاكرة التقدمي أو الرجعي. في بعض حالات النوبات المرثرة بشكل محدد على الحصين، يمتلك الأفراد المصابون القدرة على تشفير الذاكرة؛ مع ذلك، تتلاشى هذه الذاكرة بسرعة.
يصاحب تصلب الحصين، الذي يُعرف أيضًا بتصلب قرن آمون، ظهور حالة الصرع. تظهر دلائل التصوير بالرنين المغناطيسي وجود فقدان أحادي الجانب في حجم الحصين لدى الأفراد المصابين. يشمل التصلب الحصيني خطر تطور الفقدان العصبي والتصلب الصدغي الإنسي (إم تي إس) ومن المرجح أنه ناجم عن فرط تنشيط مستقبلات إن-مثيل-د-أسبارتات (إن إم دي إيه) وألفا أمينو 3-هيدروكسي 5-مثيل 4-حمض الإيزوكسازوليبروبيونيك (إيه إم بّي إيه) بواسطة الإشارات الفائضة للنواقل العصبية الاستثارية. تؤدي حالة زوال الاستقطاب وحمل الكالسيوم الزائد التي تعاني منها المستقبلات مفرطة النشاط إلى نقل إشارة التعبير عن مسارات الموت الخلوي.

### أمراض أخرى
وفقًا لمجلة طب الأعصاب، والجراحة العصبية وطب النفس، يسبب مرض آلزهايمر عادة تراجعًا في النسج بالإضافة إلى التحلل العصبي في جميع أنحاء الدماغ. يُعتبر الحصين إحدى أكثر المناطق تأثرًا بمرض آلزهايمر من بين جميع مناطق الدماغ. اختبرت إحدى الدراسات المنشورة في مجلة طب الأعصاب، والجراحة العصبية وطب النفس، تغيرات الحجم التي تحدث في الحصين لدى المرضى المصابين بمرض آلزهايمر. خلصت النتائج إلى انخفاض الحجم بنسبة 27% في الحصين مقارنة بمنطقة الحصين في الحالة المعرفية السليمة. أخيرًا، يختلف حصين الأفراد السليمين عن حصين مرضى آلزهايمر في إصابة الأخير بفقدان معتبر للمادة الرمادية القشرية.

## تجربة

### الوسائل
في تجربة لزاينه وزملائه، خضع عشرة أفراد مشاركين في التجربة لفحوص التصوير بالرنين المغناطيسي الوظيفي أثناء عملهم على مهام وجه-اسم الترابطية التي ربطت سلسلة من الوجوه المجهولة بالنسبة للمشاركين مع أسماء الأفراد الذين تنتمي إليهم هذه الوجوه. من المعروف وجود دور للحصين في تشفير الذاكرة التي تربط بين الوجه والاسم. بدأت التجربة من خلال فصل كتل التشفير، التي شملت اطلاع المشاركين على الوجوه المقترنة بالأسماء ومحاولة حفظها، عن كتل الاسترجاع، التي شملت عرض الوجوه على المشاركين وطلب مطابقتها مع الأسماء. استُكملت هذه العملية لأربع مرات. سعت التجربة إلى تثبيط عملية الحفظ بالتكرار من خلال عرض مهمة مشتتة للانتباه بين كتل التشفير والتذكر.

### النتائج
تشير نتائج تجربة زاينه وزملائه إلى قدرة التشفير والاسترجاع على تنشيط مناطق مختلفة من الحصين. كما أفاد الباحثون، كشفت الدراسة حول نشاط الحصين فيما يتعلق بالتعلم والممارسة عن بعض العمليات القشرية لاكتساب المعلومات.